# Verilus sordidus
Genre
Espèce
Statut de conservation UICN

 LC  : Préoccupation mineure
Verilus sordidus est une espèce de poissons uniquement présente dans les eaux allant de Cuba aux côtes nord du Venezuela et de la Colombie. Sa taille maximale connue est de 30 cm. C'est la seule espèce de son genre Verilus (monotypique).